# Antonovo
Antonovo (în bulgară Антоново) este un oraș în Obștina Antonovo, Regiunea Târgoviște, Bulgaria.

## Demografie
Componența etnică a orașului Antonovo
     Bulgari (42,35%)
     Romi (34,51%)
     Turci (13,9%)
     Nicio identificare (9,03%)
     Altele (0,18%)
La recensământul din 2011, populația orașului Antonovo era de 1.582 locuitori. Nu există o etnie majoritară, locuitorii fiind bulgari (42,35%), romi (34,51%) și turci (13,9%).. Pentru 9,03% din locuitori nu este cunoscută apartenența etnică.